# Algeriz
Algeriz is een plaats (freguesia) in de Portugese gemeente Valpaços en telt 730 inwoners (2001).